# Raphé du palais
Le raphé du palais (appelé également le raphé palatin ou le raphé palatin médian) est un raphé qui traverse le palais, de la luette à la papille incisive (en) (qui correspond au canal incisif). C'est une saillie longitudinale médiane de la face buccale du palais.